# Rundfunkjahr 1931

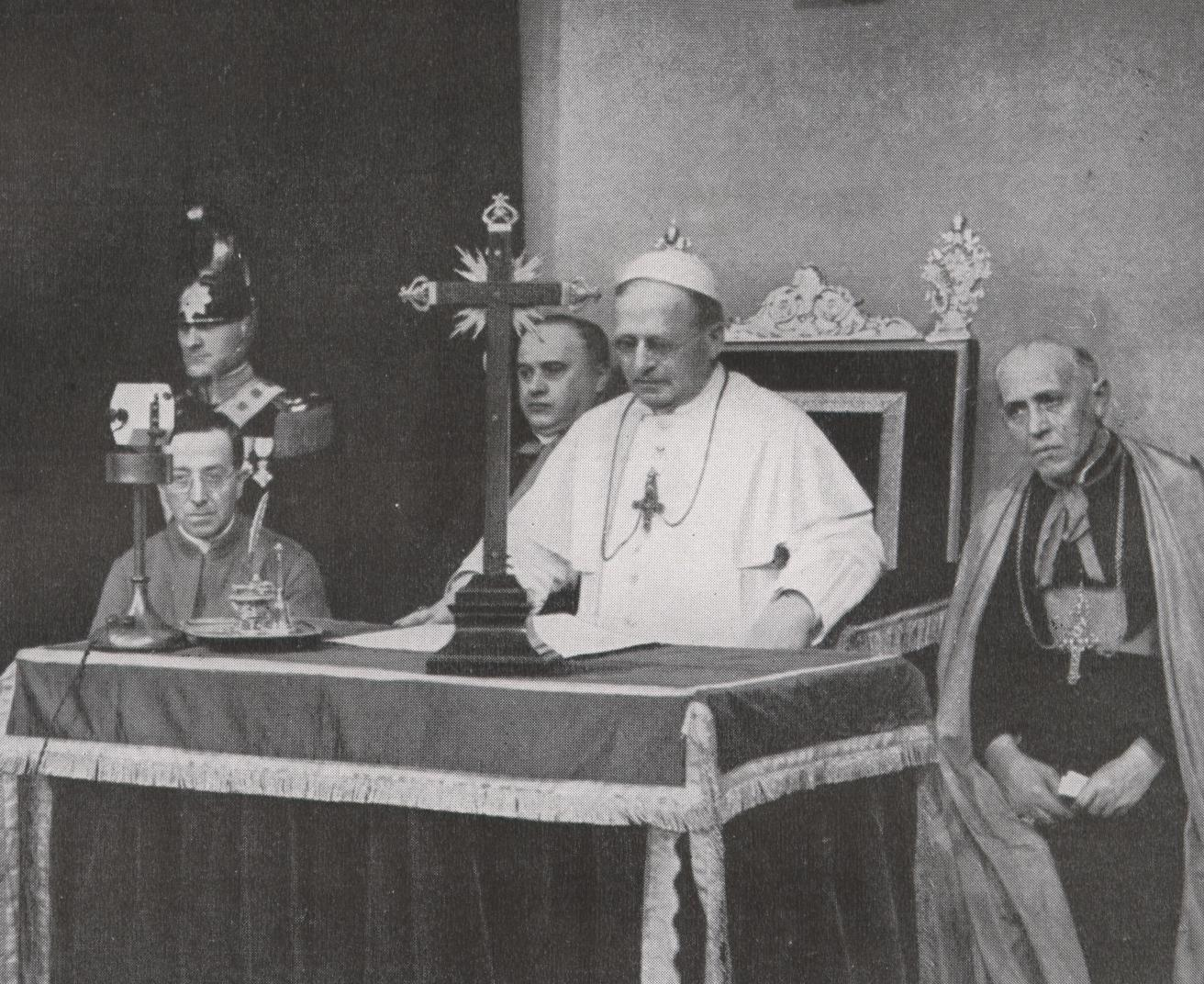
„Höret o Völker alle“: Papst Pius XI. eröffnet, assistiert von Guglielmo Marconi, Radio Vatikan mit einem Bibelzitat

Liste der Rundfunkjahre

◄◄ | ◄ | 1927 | 1928 | 1929 | 1930 | Rundfunkjahr 1931 | 1932 | 1933 | 1934 | 1935 | ► | ►►

Weitere Ereignisse

## Allgemein
- In den USA stellt RCA Victor die erste gebrauchsfähige Langspielplatte vor. Der neue Tonträger, der in der Lage ist, über 33 Minuten Musik zu speichern, kann sich aufgrund von fehlenden Abspielgeräten, aber auch wegen der allgemeinen schwierigen Wirtschaftslage nicht durchsetzen.
- 22. Januar – Feierliche Eröffnung des Rundfunkgebäudes „Haus des Rundfunks“ in der Berliner Masurenallee. Hier ziehen die Funk-Stunde Berlin, die Reichs-Rundfunk-Gesellschaft mbH, die Deutsche Welle GmbH und das Rundfunk-Museum ein.[1]
- 1. Mai – US-Präsident Herbert Hoover eröffnet das (mit Antenne) 443 Meter hohe Empire State Building, das zu dieser Zeit höchste Gebäude der Erde und löst mit diesem Rekord das nur ein Jahr zuvor fertiggestellte Chrysler Building ab.
- 11. Mai – Deutsche Bankenkrise: Zusammenbruch der österreichischen Creditanstalt und der Darmstädter und Nationalbank. Im Herbst wird unter Druck von Spekulanten die Goldkonvertibilität des britischen Pfund Sterling aufgegeben.

## Hörfunk

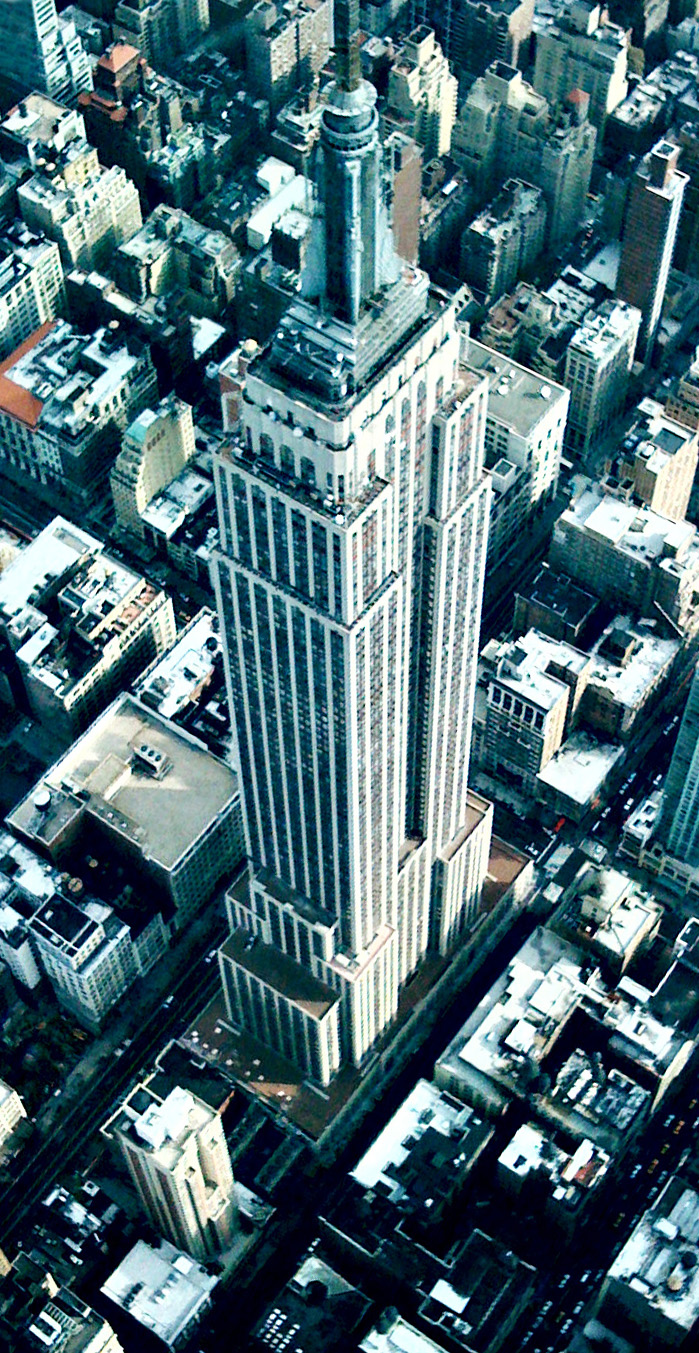
1931: Am Dach des Empire State Building wird ein Fernsehsender installiert

- 27. Januar – Auf dem US-amerikanischen Radiosender NBC Blue Network ist die erste Folge von Clara, Lu 'n' Em zu hören, der ersten Daily Soap der Rundfunkgeschichte.
- 5. Februar – Rundfunkdebüt von Eddie Cantor in Rudy Vallee's The Fleischmann’s Yeast Hour.
- 12. Februar – Mit einer Botschaft (Höre o Himmel was ich mich zu sagen anschicke, höre o Erde das Wort meines Mundes, höret o Völker alle) von Papst Pius XI.  am 9. Jahrestag seiner Krönung und zwei Jahre nach Abschluss der Lateranverträge nimmt Radio Vatikan seinen Betrieb auf. Zum ersten Mal ist damit ein katholisches Oberhaupt im Radio zu hören. Die teilweise in lateinischer Sprache gehaltene Rede wird von vielen Rundfunkanstalten der Welt, darunter der österreichischen RAVAG direkt übernommen.[2] Der Sender, ein international viel beachteter Ausdruck der neu erlangten völkerrechtlichen Souveränität des Heiligen Stuhls, bleibt über Jahre im Experimentierstadium, bevor er nach Ausbruch des Zweiten Weltkrieges neben der BBC als einer der wenigen verbliebenen freien Radiosender Europas größere politische Bedeutung erfährt.
- 2. September – Bing Crosby tritt zum ersten Mal im Radio auf.
- 25. Dezember – NBC Blue Network beginnt mit regelmäßigen Liveübertragungen von Samstagnachmittagsaufführungen aus der Metropolitan Opera in New York City.

## Fernsehen
- 21. Juli – Die CBS-Anstalt W2XAB beginnt in New York City mit regelmäßigen Ausstrahlung von Fernsehsendungen an 28 Stunden in einer Woche. In der ersten Sendung sind der New Yorker Bürgermeister Jimmy Walker, die Sängerin Kate Smith und der Komponist und Dirigent George Gershwin zu sehen.
- August – Manfred von Ardenne führt auf der Berliner Funkausstellung das erste vollelektronische Fernsehsystem der Welt vor.
- 30. Oktober – NBC installiert am Dach des Empire State Building einen Fernsehsender.
- 1. November – In Tokio werden versuchsweise 80-zeilige Fernsehbilder mit einer Frequenz von 20 Bildern pro Sekunde übertragen.

## Geboren
- 11. März – Rupert Murdoch, australischer Medienunternehmer, wird in Melbourne geboren.
- 22. März – William Shatner, kanadischer Filmschauspieler (Captain Kirk in Raumschiff Enterprise, 1966–1969) und zeitweiliger Musiker (The Transformed Man, 1969), wird in Montreal geboren.
- 26. März – Leonard Nimoy, US-amerikanischer Filmschauspieler (Mr. Spock in Star Trek) und zeitweiliger Musiker, wird in Boston, Massachusetts geboren († 2015).
- 15. April – Kurt Weinzierl, österreichischer Schauspieler (Die Piefke-Saga, Kottan ermittelt, Ein echter Wiener geht nicht unter), wird in Innsbruck geboren († 2008).
- 26. April – Bernie Brillstein, US-amerikanischer Film- und Fernsehproduzent, wird in New York geboren († 2008).
- 26. Mai – Willibald Hilf, ehemaliger Intendant des Südwestrundfunks und Vorsitzender der ARD (1986–87), wird in Niederlahnstein geboren († 2004).
- 27. Juli – Jerry Van Dyke, US-amerikanischer Komiker, wird in Danville (Illinois) geboren († 2018).
- 21. September – Larry Hagman, US-amerikanischer Schauspieler, wird in Fort Worth, Texas geboren († 2012).
- 17. Oktober – Ernst Hinterberger, österreichischer Schriftsteller und Fernsehautor (Ein echter Wiener geht nicht unter, 1975–79), wird in Wien geboren († 2012).
- 4. November – Claudia Doren, deutsche Fernsehansagerin, wird als Edith Strasser in Neunkirchen (Saar) geboren († 1987).

## Gestorben
- 3. März – Otto Reutter, deutscher Kabarettist, Schauspieler und Coupletsänger stirbt 60-jährig in Düsseldorf.